# تفجير قطار غرديليكا
وقع تفجير قطار غرديليكا يوم 12 أبريل عام 1999 (وكان ذلك اليوم الثاني بإجازة عيد الفصح الأرثوذكسي الصربي). استهدف آنذاك صاروخان أطلقتهما طائرة تابعة للناتو قطارًا للركاب أثناء مروره بجسر للسكك الحديدية على نهر مورافا الجنوبي في وادي غرديليكا على بُعد نحو 300 كيلومتر (190 ميل) جنوب بلغراد في صربيا. وأسفر الحادث عن وفاة 14 مدنيًا، من بينهم أطفال وسيدة حامل، فضلاً عن 16 جريحًا.
وقع التفجير أثناء عملية قصف الناتو ليوغوسلافيا، وهي العملية التي شنها حلف الناتو ضد جمهورية يوغوسلافيا الاتحادية (FRY) بهدف إجبار الحكومة اليوغوسلافية على وضع حد لقمع الألبانيين في كوسوفو. وقد بدأت الحملة بشن هجمات على أهداف عسكرية رئيسية. لكن بحلول نصف أبريل، تحول التركيز إلى الأهداف الإستراتيجية والاقتصادية، مثل خطوط المواصلات، لا سيما الجسور الرئيسية. لكن أشارت التقارير إلى وقوع الكثير من القتلى في المناطق السكنية البعيدة تمامًا عن هذه الأهداف، فضلاً عن الضحايا الذين وقعوا في عمليات تدمير الشركات الإعلامية، ومركبات النقل العامة، والفنادق، والمكاتب الإدارية.

## الأحداث
وقع الانفجار في الساعة 11.40 تقريبًا بالتوقيت المحلي. وأصاب فيه صاروخ طراز أيه جي إم-130 دقيق التوجيه قذفته مقاتلة طراز إف-15إي سترايك إيجل منتصف الجسر في اللحظة ذاتها التي كان يمر فيها قطار الركاب رقم 393 فوق الجسر أثناء رحلته من بلغراد إلى ريستوفاك. وأصاب الصاروخ القطار مما أسفر عن أضرار جسيمة، لكنه لم يدمر الجسر.
وقد أشار الجنرال ويسلي كلارك، الذي شغل منصب القائد الأعلى للقوات المتحالفة في أوروبا (SACEUR) آنذاك، إلى أن القطار كان يسير سريعًا للغاية والقذيفة كانت قريبة للغاية من الهدف مما حال دون تغيير وجهتها في الوقت المناسب. وكان الصاروخ الأول قد أُطلِق من مسافة بعيدة للغاية من الهدف، وزُعِم أن الطيار لم يتمكن من رؤية القطار. وبعد أن أدرك أنه قد أصاب القطار، رأى ألَّا يزال بإمكانه إتمام المهمة عن طريق ضرب جانب الجسر الذي مرَّ به القطار بالفعل. ومن ثم، أطلق صاروخًا ثانيًا. وأصاب هذا الصاروخ القطار أيضًا. ووصف كلارك هذه الضربة الثانية بأنها «حادث غريب»؛ إذ ظل القطار يتحرك نحو المنطقة المستهدَفة محاطًا بالدخان والأتربة الناجمة عن الضربة الأولى، مشيرًا إلى أن الطيار كان أمامه أقل من ثانية واحدة لرد الفعل. ونشر حلف الناتو فيديو سجلته كاميرا عسكرية يدعم ما قدمه من ادعاءات.

## الخلاف
أثار هذا الحادث خلافًا فور حدوثه في صربيا وخارجها. فنشرت وكالة الأنباء اليوغوسلافية الحكومية، تانجوك مقالاً افتتاحيًا اتهمت فيه حلف الناتو بشن ذلك الهجوم بهدف «تعذيب الشعب الصربي وتدميره». In a press conference the day after the attack, وقال الجنرال كلارك إنه حادث أليم يأسف هو ورجاله جميعًا عليه، وإنه أحد الحوادث المؤسفة التي تقع في مثل هذه الحملات، ويشعر الجميع بالأسف تجاهه، لكنهم يبذلون أقصى جهودهم لتجنب مثل هذه الأضرار التبعية.” أما نائب وزير الدفاع الأمريكي، جون هامر، فقد صرح للكونجرس الأمريكي بعد بضعة أشهر من وقوع الحادث قائلاً: «لم نرغب مطلقًا في تدمير القطار أو قتل ركابه. ما أردنا فعله حقًا هو تدمير الجسر، ونأسف على الحادث».
أثارت صحيفة فرانكفورتر روندشاو الألمانية مزيدًا من الجدل في هذا الشأن في شهر يناير عام 2000 عندما نشرت خبرًا بأن الفيديو الذي قدمه حلف الناتو في هذا الحادث قد عُرِض بسرعة تفوق سرعته الأصلية ثلاثة أضعاف، مما خلّف انطباعًا خاطئًا بشأن سرعة القطار. وأشار البنتاجون وحلف الناتو إلى أن هذا الخطأ يرجع إلى تسريع الفيديو لأغراض تقييم الأضرار الناجمة عن التفجيرات، مع عدم إعادته لسرعته الأصلية عند إجراء المؤتمر الصحفي. وأكد تحقيق لاحق أجرته الصحيفة أن الفيديو قد تم تسريعه بمقدار 4.7 مرات.

## المسائل القانونية
وصفت الحكومة اليوغوسلافية وبعض الجمعيات الغربية الهجوم بأنه «جريمة». وانتقدت منظمات حقوق الإنسان الطريقة التي اُستكمِل بها الهجوم بعد إصابة القطار في الهجوم الأول. ورأت منظمة العفو الدولية أن الهجوم كان ينبغي أن يتوقف عند إصابة القطار في المرة الأولى، وأن قصفه للمرة الثانية انتهك مبدأ التناسب. وفي تقرير ما بعد الحرب الذي أصدرته منظمة العفو الدولية، ذكرت أن الحادث
"يبدو أنه انتهك المادة 57 من البروتوكول الأول التي تنص على "إلغاء الهجوم أو إيقافه عندما يتضح أن الهدف ليس عسكريًا... أو أن الهجوم قد يتسبب في خسائر عرضية في أرواح المدنيين... والتي قد تفوق المكاسب العسكرية المباشرة والملموسة المتوقعة من الهجوم." “
وقد شكلت المحكمة الجنائية الدولية ليوغوسلافيا السابقة (ICTY) لجنة في شهر مايو عام 1999 لتحديد ما إذا كانت حملة حلف الناتو قد ارتكبت أي انتهاكات مخالفة للقانون الدولي. وفي التقرير النهائي الذي قدمته اللجنة للمدعي العام بالمحكمة، كارلا ديل بونتي، أشارت اللجنة إلى أن الهجوم كان متناسبًا:
«ترى اللجنة أن الجسر كان هدفًا عسكريًا مشروعًا. ولم يُستهدَف قطار الركاب عن عمد. والشخص المتحكم في القذائف، الطيار أو ضابط نظم الأسلحة، قد استهدف الجسر. ولم يتمكن - في خلال الفترة الزمنية القصيرة للغاية - من الانتباه لقدوم القطار، بينما كانت القذيفة الأولى قد أُطلِقت بالفعل. وكان القطار على الجسر بالفعل عند استهداف الجسر للمرة الثانية، وقد قُدِر طول الجسر بخمسين مترًا... وترى اللجنة أن المعلومات المتعلقة بالهجوم باستخدام القذيفة الأولى لا توفر أساسًا كافيًا لبدء تحقيق في هذا الشأن.»
واختلفت اللجنة فيما بينها بشأن ما إذا كان هناك إهمال من جانب طاقم الطائرة أم لا. لكنها أوصت "بعدم إجراء [المدعي العام] تحقيقًا في حادث الهجوم على قطار وادي غرديليكا. ويعلق أنتوني بيتر فيرنون روجرز على هذا الأمر بأن اللجنة "اعتبرت أن الهجوم الأول كان عملاً مشروعًا ضد هدف عسكري، مع الإشارة إلى أن أي خسائر في أرواح المدنيين نتجت عنه كانت متناسبة، وإطلاق الصاروخ الثاني كان سوء تقدير في لحظة حرجة".&

## العواقب
تم إصلاح الجسر المدمر وأعيد افتتاحه في شهر سبتمبر عام 1999. وفي 12 أبريل 2007، أقيم حفل في الموقع لرثاء الضحايا في الذكرى الثامنة للتفجير.

## وصلات خارجية
- أول هجوم على الجسر
- ثاني هجوم على الجسر
- العواقب